# Calle del Carmen (Segovia)
La calle del Carmen es una vía pública de la ciudad española de Segovia.

## Descripción
La calle nace de la bajada del mismo nombre y llega hasta un punto en el que confluye con la de la Canaleja y la de San Millán. Tiene cruces con la calle del Doctor Pichardo, la plaza de la Tierra y la calle de Félix Gila. Aparece descrita en Las calles de Segovia (1918), obra de Mariano Sáez y Romero, con las siguientes palabras:

Carmen.—Se dirige esta calle desde la calle de Perocota a la de Caballares o plazuela de San Millán. Es una calle en cuesta, estrecha y sombría por la gran elevación de las paredes del antiguo convento del Carmen Calzado, de donde toma el nombre, pero es una calle de las típicas de Segovia, pues sus casas de la izquierda son de mucho carácter por su antigüedad y factura.
(Sáez y Romero, 1918, p. 31)